# Joseph Joanovici
Joseph Joanovici (în română Iosif Ioinovici; n. 20 februarie 1905, Chișinău, Imperiul Rus – d. 7 februarie 1965, Clichy, Région parisienne, Franța) a fost un comerciant de fier vechi⁠(d) româno-francez de origine evreiască, originar din Basarabia, cunoscut pentru rolul său complex în timpul ocupației naziste a Franței în al Doilea Război Mondial. Deși analfabet, a reușit să acumuleze o avere considerabilă prin furnizarea de metale atât către Germania Nazistă, cât și prin finanțarea Rezistenței franceze.

## Tinerețea și cariera timpurie
Născut în 1905 la Chișinău, pe atunci parte a Imperiului Rus (astăzi capitala Republicii Moldova), părinții săi ar fi fost uciși în pogromul din 1905. După unirea Basarabiei cu România, în 1925, Joanovici, ca cetățean român a emigrat în Franța împreună cu soția sa, Eva, stabilindu-se într-o suburbie a Parisului. A început să lucreze în domeniul fierului vechi într-o afacere deținută de unchiul soției sale. Deși analfabet, a demonstrat abilități remarcabile în gestionarea afacerilor, preluând în cele din urmă controlul companiei cu ajutorul fratelui său, Marcel. A dezvoltat relații și în crima organizată franceză.

## Activitatea în timpul ocupației naziste
Odată cu izbucnirea celui de-Al Doilea Război Mondial, Joanovici a realizat că, în calitate de evreu, avea nevoie de protecție, iar germanii aveau nevoie de furnizori de metal. A început să livreze metale către agenția de achiziții a Abwehr-ului la Hotelul Lutetia din Paris, ajungând milionar. În 1941, a fost arestat de autoritățile germane pentru vânzarea de materiale defecte către compania nazistă WIFO, petrecând câteva luni în detenție înainte de a-și cumpăra eliberarea prin mită.
În această perioadă, a dezvoltat legături strânse cu Henri Lafont, un lider al Carlingue⁠(d) (Gestapo-ul francez), ceea ce i-a sporit statutul social în Parisul ocupat și l-a protejat de deportare. Deși a colaborat cu naziștii, Joanovici a sprijinit simultan Rezistența franceză, finanțând diverse rețele și folosindu-și influența pentru a elibera persoane arestate de germani. De asemenea, a fost implicat în furnizarea de arme către membrii Rezistenței din Paris și a contribuit la finanțarea insurecției care a dus la eliberarea Parisului.

## Arestarea și condamnarea
După eliberarea Franței, Joanovici a evitat arestarea, depunând mărturie împotriva altor colaboratori, inclusiv Pierre Bonny și Henri Lafont. Cu toate acestea, a fost în cele din urmă arestat și acuzat de colaborare economică. În timpul procesului său din 1949, numeroase persoane au depus mărturie că au fost eliberate datorită intervențiilor sale, ceea ce a contribuit la achitarea sa de acuzațiile de colaborare directă cu inamicul. Totuși, a fost găsit vinovat de colaborare economică și condamnat la cinci ani de închisoare, precum și la confiscarea averii sale. Datorită sănătății precare, a fost eliberat în 1952 și plasat sub arest la domiciliu în Mende.
În 1957, a fugit în Israel folosind un pașaport fals, dar autoritățile israeliene, după ce au descoperit documentele false și motivele intrării sale în țară, nu i-au reînnoit permisul de ședere, forțându-l să se întoarcă în Franța la sfârșitul anului 1958. A fost din nou arestat și, în cele din urmă, condamnat la un an de închisoare. A fost eliberat în mai 1962 din motive de sănătate și a trăit în sărăcie până la moartea sa în 1965.

## Moștenire și reprezentări culturale
Figura complexă a lui Joseph Joanovici a fost subiectul mai multor lucrări literare și cinematografice. În 1998, scriitorul francez Alphonse Boudard a publicat romanul "L'étrange Monsieur Joseph", bazat pe viața sa, care a fost adaptat într-un film de televiziune în 2001, cu Roger Hanin în rolul principal. Între 2007 și 2012, a fost publicată o serie de benzi desenate în șase volume, intitulată "Il était une fois en France", care detaliază activitățile sale din timpul războiului.